# 帕拉尼恩斯體育會
帕拉尼恩斯體育會（Clube Atlético Paranaense），是一間位於巴西巴拉那州庫里奇巴的球會，成立於1924年3月26日。

## 歷史
帕拉尼恩斯由兩支位於庫里奇巴的傳統球會組成。這個合併於1924年3月21日發出，5天後完成。球會換上新的球衣和名稱，還有新的董事會，而球會當時就由Água Verde擔任董事
球會第一場比賽於4月6日進行，而第一場正式競逐性的比賽則於4月20日進行，當時球會以2-0擊敗哥列迪巴。經常於比賽亮相，令球會累積不少經驗，令球會早於1925年就首次奪得州聯賽冠軍，奠定了球會未來的地位。在1934年，球會正式使用拜沙達體育場作為主場館。
在1949年，球會贏得第九次的州聯賽冠軍，令球會得到Furacão（颶風）這個暱稱。
在1995年，球會以1-5大敗給哥列迪巴後，新的董事會接替了舊的，並實施了一個新的策略叫“Atlético Total”。
在2001年，球會擊敗聖卡坦奴後，首次贏得巴西足球甲級聯賽冠軍。2004年，他們再贏得亞軍。而射手Washington以射入34球，打破了巴西足球甲級聯賽改制後的紀錄。
而球會也三次參加了南美自由杯，分別在2000年、2002年和2005年。2000年在次圈被明尼路淘汰，2005年在決賽被聖保羅擊敗而得亞軍。

## 成就

### 國內
- 州聯賽冠軍(21): 1925, 1929, 1930, 1934, 1936, 1940, 1943, 1945, 1949, 1958, 1970, 1982, 1983, 1985, 1988, 1990, 1998, 2000, 2001, 2002, 2005.
  - 巴西足球甲級聯賽冠軍(1): 2001
  - 巴西足球甲級聯賽亞軍(1): 2004
  - 巴西足球乙級聯賽冠軍(1): 1995

### 國際
- 南美球會盃冠軍(2): 2018、2021
- 南美自由盃亞軍(1): 2005

## 球場
球會的主場位於拜沙達體育場，能容納32,864人。

## 著名球員
- Alfredo Gottardi Júnior
- Alex Mineiro
- Assis
- Bellini
- Caju
- Cocito
- Djalma Santos
- Jackson do Nascimento
- Lucas
- Nilson Borges
- Oséas
- 保罗·林克
- Sicupira
- Washington
- （Kleberson）
- Jadson
- Dagoberto
- 費蘭甸奴

## 外部連結
- 官方網站 （页面存档备份，存于）
- 非官方網站 （页面存档备份，存于）